# Sankt Olai kyrka
För andra betydelser, se Sankt Olai kyrka (olika betydelser).
Sankt Olai kyrka ligger i centrala Norrköping och är församlingskyrka inom Norrköpings S:t Olofs församling. Kyrkan, som är byggd 1766–67 på en medeltida grund, har en barockfasad med mörka lisener mot en ljusare putsyta. Det fristående klocktornet uppfördes på 1750-talet.

## Historia

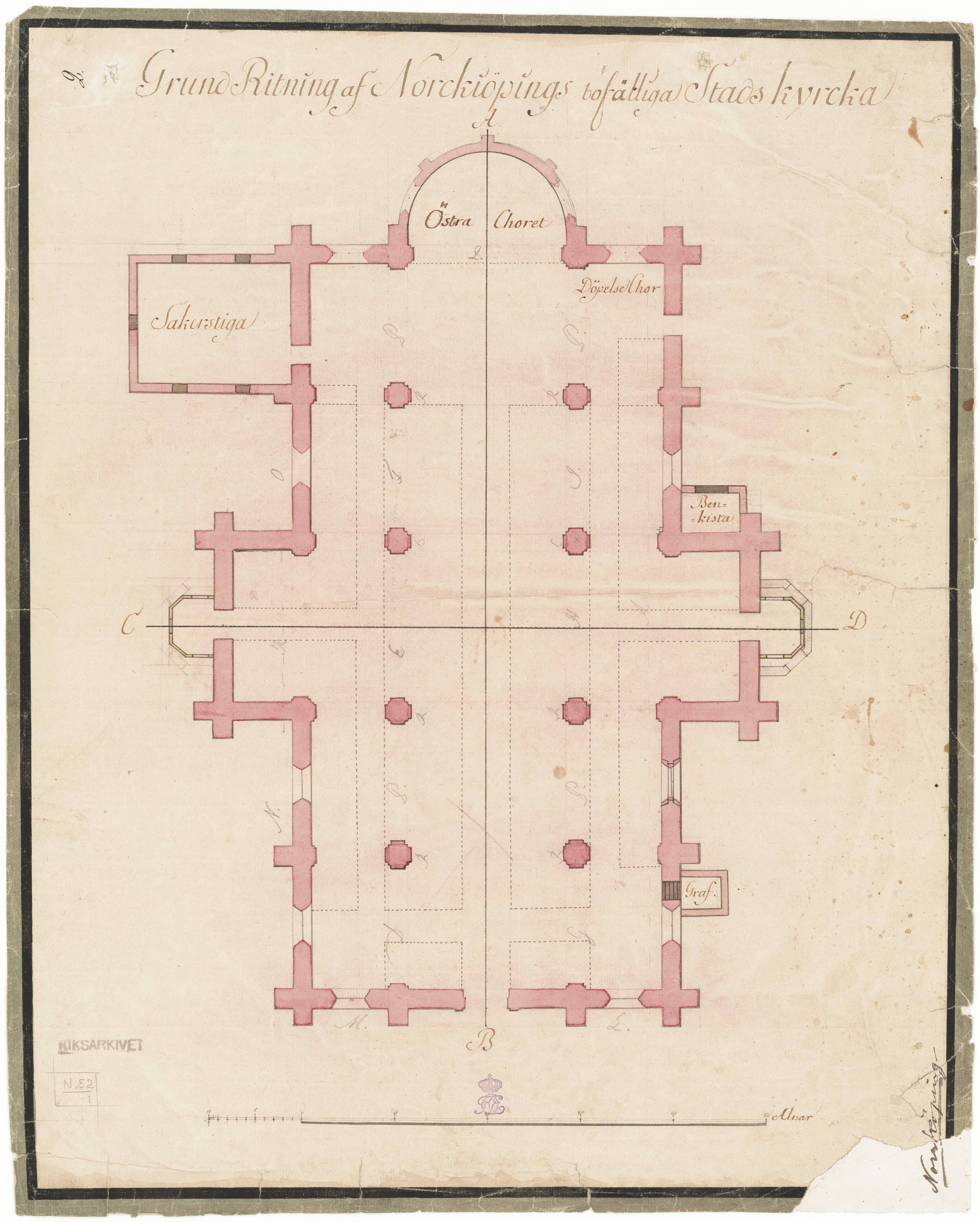
Plan av den kyrka som vid mitten av 1760-talet var i så dåligt skick att en ny kyrka beslutades byggas.

Enligt traditionen har det ända sedan medeltiden funnits en kyrka helgad åt Sankt Olof på ungefär samma plats som den nuvarande kyrkan. Säkra uppgifter om denna medeltida kyrka saknas. Enligt en uppgift från 1700-talet skulle medeltidskyrkan ha legat något söder om den nuvarande kyrkan. Det är möjligt att medeltidskyrkan förstördes i samband med krigshärjningarna 1567.
På samma plats som den nuvarande kyrkan byggdes dess föregångare. Enligt en av de äldsta kyrkböckerna hade betydande bidrag till dess bygge lämnats av Gustav II Adolf och änkedrottning Kristina. Grundstenen lades den 14 april 1614 men pengabrist och den svåra pesten 1623 gjorde att bygget drog ut på tiden så att kyrkan inte kunde invigas förrän 1626. Kyrkan var byggd i gotisk stil med spetsbågiga fönster och tvärskepp med trappgavlar. Vid den förödande stadsbranden 1655 blev kyrkan svårt skadad. Reparationsarbetena inleddes på allvar först 1660 och innebar bland annat att det kyrktorn som fanns vid kyrkans västra gavel revs. 1680 byggdes till en sakristia på samma plats som den nuvarande sakristian.
Vid det ryska anfallet mot Norrköping 1719 brändes kyrkan. Murarna blev svårt skadade och all inredning förstördes men kyrksilvret och textilierna kunde räddas. Även denna gång drog reparationerna ut på tiden och kyrkan kunde inte användas igen förrän 1721. 1732 fick kyrkan en ny altartavla och 1740 en ny predikstol. I början av 1760-talet var kyrkan ändå så förfallen att det beslutades att man skulle riva kyrkan istället för att ånyo göra reparationer. Rivningsarbetet inleddes i april 1766 och den 13 juni 1766 lades grundstenen till den nuvarande kyrkan.
Den nuvarande kyrkan är byggd på den gamlas grund; grundplanen och storleken är alltså densamma. Arkitekt var Carl Johan Cronstedt. Jämfört med de ursprungliga ritningarna var Cronstedt tvungen att gå med på några förenklingar under byggets gång av ekonomiska skäl men dessa är dock mindre väsentliga. Den 20 december 1767 kunde kyrkan invigas av Linköpings biskop Petrus Filenius.
Vid invigningen var inredningen inte helt klar utan fick färdigställas efterhand. På 1790-talet fick kyrkan den altartavla av Pehr Hörberg som ännu används och den första orgeln byggdes 1775. I samband med riksdagen i Norrköping 1800  utvidgades läktarna. Gustav IV Adolf och drottning Fredrika kröntes i kyrkan 3 april 1800. Den första större renoveringen gjordes 1870 efter planer upprättade av dåvarande stadsarkitekten Carl Theodor Malm. Denna innebar att all ursprunglig inredning utom predikstolen och orgelfasaden revs ut. Hörberghs altartaval togs ned, sidoskeppens läktare byggdes om och kyrkan fick nya bänkar. Interiören försågs med målningar och stuck i barockstil, utförda av Axel Jungstedt, Olle Hjortzberg samt Sven Scholander.
Nästa stora renovering gjordes 1945-1949 på grund av svåra skador på takstolarna. Skadorna gjorde att taket fick byggas om och kyrkas interiör restaurerades samtidigt. Bland annat togs stuck- och målningsdekorationerna bort. Kyrkan fick nya bänkar, läktarna i sidoskeppen togs bort och Pehr Hörbergs altartavla sattes åter upp. För renoveringen ansvarade stadsarkitekten Kurt von Schmalensee samt arkitekten Erik Fant.

## Inventarier

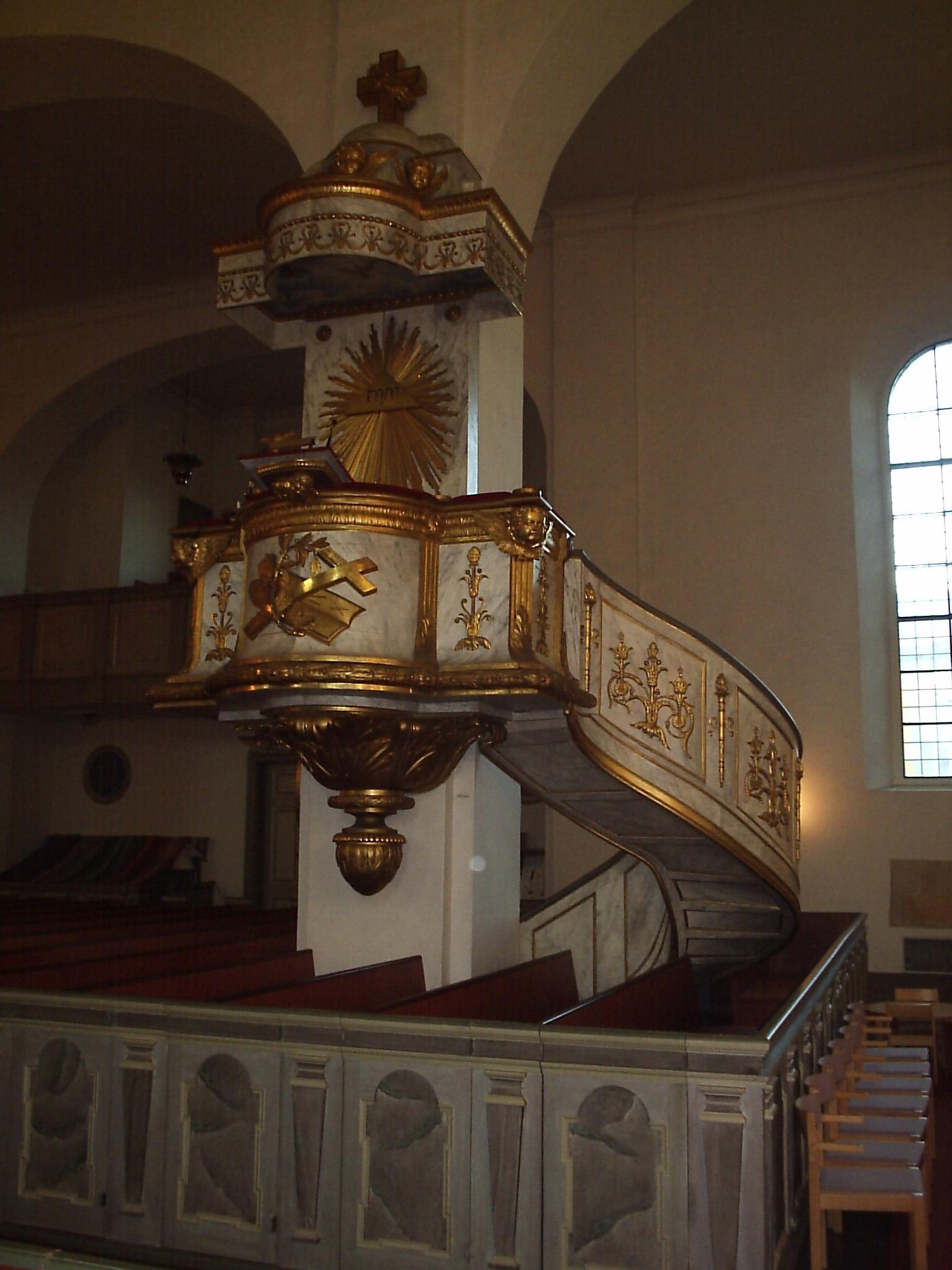
Beurlings predikstol från 1798

I kyrkan finns en altartavla av Pehr Hörberg från 1797 och föreställer nattvarden. Den äldsta altaruppsatsen från 1732 utfördes efter ritningar av arkitekten Erik Palmstedt. Predikstolen är från 1798 och är gjord av bildhuggaren Carl Fredrik Beurling, Norrköping efter ritning av arkitekten Jacob Wulff. På väggen bakom predikstolen finns det heliga gudsnamnet JHWH skrivet med hebreiska bokstäver och som på svenska uttalas Jahve eller Jehova. Dopfunten skänktes 1723 av rådmannen Johan Nilssons änka Brita Johansdotter. En dopskål i silver fick kyrkan i testamente 1638 efter kyrkoherden Hans Matthiæ. Ytterligare en dopskål i silver, tillverkad 1813 av Nils Limnelius i Stockholm, skänktes till kyrkan 1859. I kyrkan finns även barockljusstakar av norrköpingsmästaren Wolter Sievers.
I det östra fönstret gjorde konstnären Lennart Lindquist en glasmålning 1961. Samme konstnär gjorde 1962 en glasmålning i norra sidoskeppets östra fönster. I kyrkan finns också en skulptur i brons som föreställer Sankt Olof, utförd av konstnären John Lundqvist.
Bland bevarade textilier kan nämnas en korkåpa av röd sammet från 1500-talets början som skänktes till kyrkan omkring 1630 av biskop Johannes Botvidi. En annan korkåpa i spansk brokad skänktes till kyrkan av friherre Jacob Burensköld och hans hustru Elsa Appelgren. Båda korkåporna kan antas vara krigsbyten. Burensköld och hans hustru skänkte även en guldbroderad blommönstrad mässhake försedd med givarnas initialer. Ytterligare två mässhakar i svart sammet tillverkades 1781.
I kyrkan finns flera ljuskronor från första hälften av 1700-talet. Förutom Hörbergs Nattvarden finns den första altaruppsatsen från 1732 bevarad, en oljemålning från 1716 av Johan David Schwartz, en 1500-talsmålning av norditalienskt ursprung som föreställer Maria och den döde Jesus samt några porträtt. Över ingången till sakristian finns ett epitafium till minne av stadsläkaren Jacob Hidén, avliden 1769. På golvet i långhusets östliga del finns ett antal gravstenar från 1600- och 1700-talen.

## Exteriör

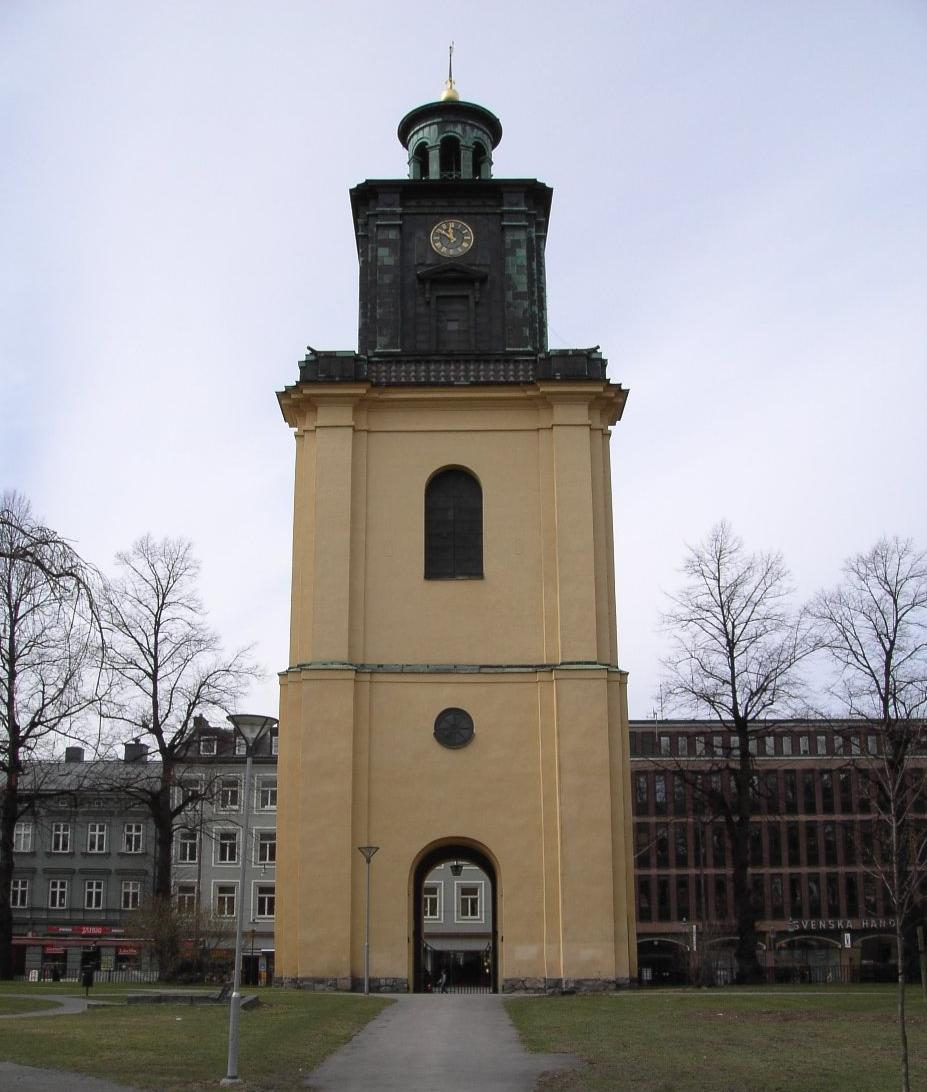
Kampanilen, Stadstornet, vid Drottninggatan.

Utanför kyrkan har det ursprungligen funnits en begravningsplats men denna upphörde att användas som sådan i början av 1800-talet. Både den mur som omgav kyrkogården och ett gravkapell i kyrkogårdens södra del är försvunna. Efter att kyrkans torn revs 1655 uppfördes en klockstapel på kyrkogården. Denna verkar ha undgått att skadas vid de ryska härjningarna 1719. Klockstapeln förföll dock efterhand och på 1730-talet beslutades att uppföra en kampanil på kyrkogårdens västra del mot Drottninggatan. På var sida om tornet uppfördes två bodar och framför tornet mot gatan uppfördes en portal i kolmårdsmarmor. Portalen ritades förmodligen av arkitekten Carl Hårleman. Kampanilen byggdes på 1750-talet.
Vid stadsbranden 18 juni 1822 förstördes kampanilens torn och istället uppfördes den nuvarande överbyggnaden, ritad av arkitekt Carl-Gustaf Blom-Carlsson. I denna hänger tre klockor, två gjutna 1822, en gjuten 1825.
I triangeln högst uppe ovanför huvudentrén finns de hebreiska bokstäverna JHWH, det vill säga tetragrammaton.

## Orglar

### Läktarorgeln
En elektrisk-pneumatisk orgel i romantisk stil.

#### Kronologi
- 1775: Olof Schwan byggde på västläktaren kyrkans första piporgel med 33 orgelstämmor fördelade på två manualer och pedal.
- 1872: Sven & Erik Nordström, Flisby, byggde en ny tvåmanualig orgel med pedal bakom Schwans fasad. Den fick 26 stämmor. En reparation, omstämning och rengöring av orgeln gjordes av orgelbyggaren Anders Victor Lundahl, Stockholm, under sommaren 1894.[13]
- 1919: Åkerman & Lund Orgelbyggeri byggde en ny orgel bakom Schwanfasaden.
- 1949-1950 byggdes orgeln om och utökas.
- 1975-1977: A. Magnusson Orgelbyggeri AB renoverade orgeln och satte in nytt elektriskt system och nytt spelbord.
- 2002-2003: Åkerman & Lund genomförde en omfattande renovering och restaurering. Ett nytt spelbord byggdes efter förebild av 1950 års spelbord, ett modernt datoriserat kombinationssystem sattes in och det 1947 planerade kronverket byggdes.

#### Nuvarande disposition
| Manual I             | Manual II                             | Manual III         | Manual IV              | Pedalverk          |
| Principal 16'        | Gedackt 16'                           | Hornprincipal 8'   | Lieblich gedackt 8'    | Principal 16'      |
| Principal 8'         | Principal 8'                          | Rörflöjt 8'        | Principal 4'           | Violon 16'         |
| Gemshorn 8'          | Borduna 8'                            | Kvintadena 8'      | Koppelflöjt 4'         | Subbas 16'         |
| Tvärflöjt 8'         | Hålflöjt 4'                           | Salicional 8'      | Italiensk principal 2' | Oktava 8'          |
| Gedackt 8'           | Rörflöjt 4'                           | Voix celeste 8'    | Oktava 1'              | Borduna 8'         |
| Kvintadena 4'        | Nasard 2 2/3'                         | Principal 4'       | Spetskvint 1 1/3'      | Oktava 4'          |
| Flöjt 4'             | Sesquialtera II chor. 2 2/3' + 1 3/5' | Flöjt oktaviant 4' | Oktavcymbel II chor.   | Gemsflöjt 4'       |
| Oktava 4'            | Flageolett 2'                         | Waldflöjt 2'       | Krumhorn 8'            | Hintersatz V chor. |
| Cornett III chor.    | Scharf III - IV chor.                 | Cymbel III chor.   | Tremulant              | Pedalflöjt 2'      |
| Kvintadena 2 2/3'    | Fugara 8'                             | Gemskvint 2 2/3'   |                        | KontraBasun 32'    |
| Kvartian II chor.    | Oktava 4'                             | Ters 1 3/5'        |                        | Basun 16'          |
| Oktava 2'            | Corno 8'                              | Larigot 1 1/3'     |                        | Clairon 4'         |
| Mixtur V - VII chor. | Regal 4'                              | Sifflöjt 1 1/3'    |                        | Singend Kornett 2' |
| Trumpet 8'           | Tremulant                             | Rankett 16'        |                        |                    |
|                      |                                       | Oboe 8'            |                        | Koppel             |
| Koppel               | Koppel                                | Tremulant          |                        | I/P                |
| II/I                 | III/II                                |                    |                        | II/P               |
| 4'II/I               | 4'III/II                              | Koppel             |                        | 4'II/P             |
| 16'II/I              | IV/II                                 | IV/III             |                        | III/P              |
| III/I                |                                       |                    |                        | 4'III/P            |
| 4'III/I              |                                       |                    |                        | IV/P               |
| IV/I                 |                                       |                    |                        |                    |

### Kororgeln
1976/1977: En helmekanisk kororgel byggdes av Frederiksborg Orgelbyggeri. Instrumentet placerades på epistelsidan invid koret.

#### Disposition
| Huvudverk I                      | Öververk II      | Pedal           | Koppel |
| Principal 8'                     | Gedackt 8'       | Subbas 16'      | II/I   |
| Rörflöjt 8'                      | Koppelflöjt 4'   | Principalbas 8' | I/P    |
| Oktava 4'                        | Principal 2'     | Borduna 8'      | II/P   |
| Täckflöjt 4'                     | Sifflöjt 1'      | Oktava 4'       |        |
| Waldflöjt 2'                     | Cymbel III chor. | Flöjt 4'        |        |
| Sesquialtera II, 2 2/3' + 1 3/5' | Krumhorn 8'      | Fagott 16'      |        |
| Mixtur IV chor.                  | Tremulant        |                 |        |
| Trumpet 8'                       |                  |                 |        |
| Tremulant                        |                  |                 |        |

## Klocktornet
Kyrkan har ett fristående klocktorn med tre kyrkklockor, samt två slagklockor i lanterninen.

### Kyrkklockor
Kyrkklockornas toner är, från den största till den minsta, h0-diss1-giss1. Alla tre kyrkklockorna gjutna år 1825 av Lars Öhman i Norrköping. De är upphängda i vinkelaxel. Stora klockan har en diameter på 160 cm och den väger omkring 2800 kg. Mellanklockans diameter är 128 cm och dess vikt omkring 1300 kg. Lillklockans diameter är 97 cm och den väger omkring 500 kg. 

## Bilder

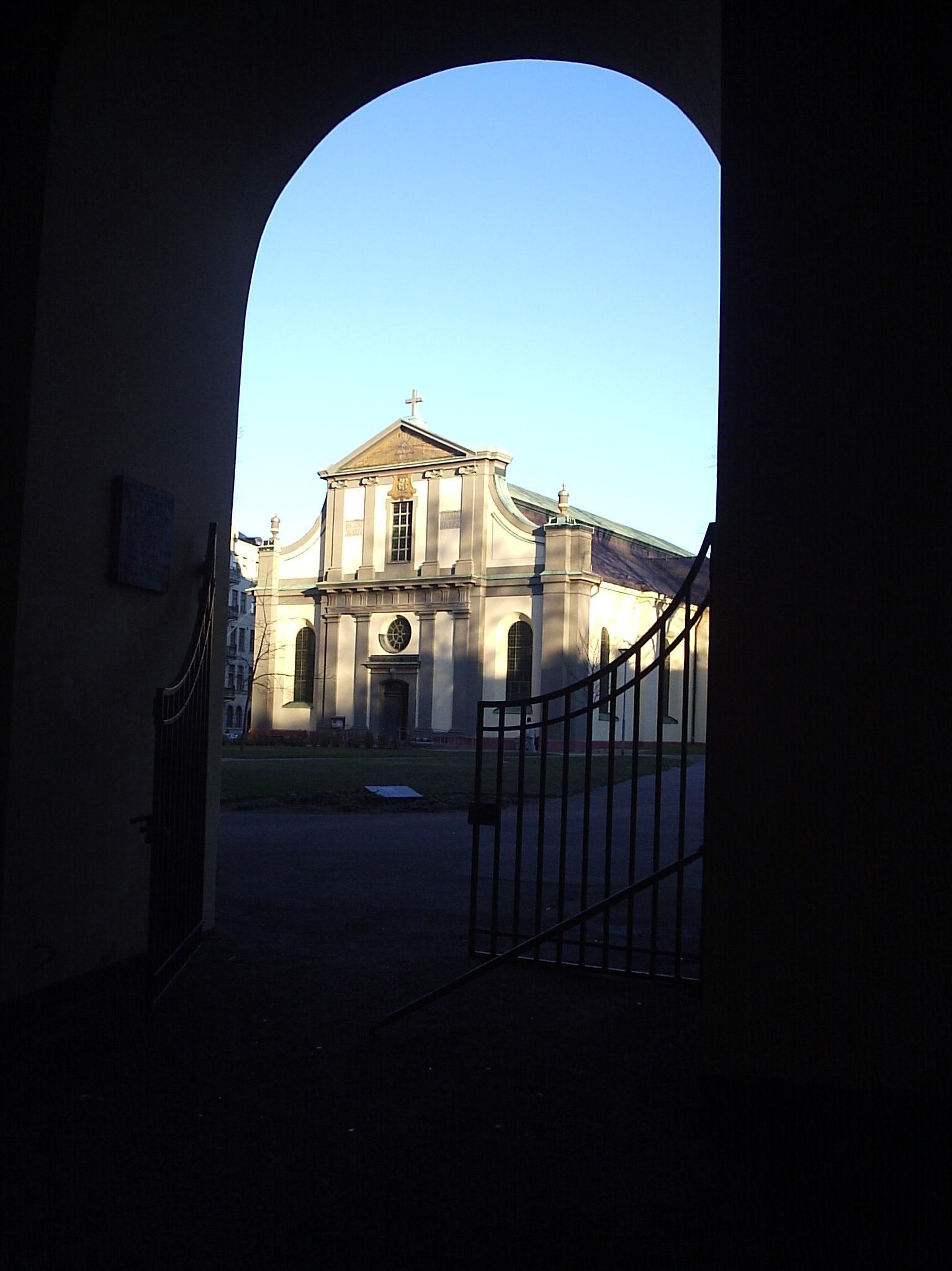
Sankt Olai kyrka i Norrköping, sedd från gången genom Stadstornet.
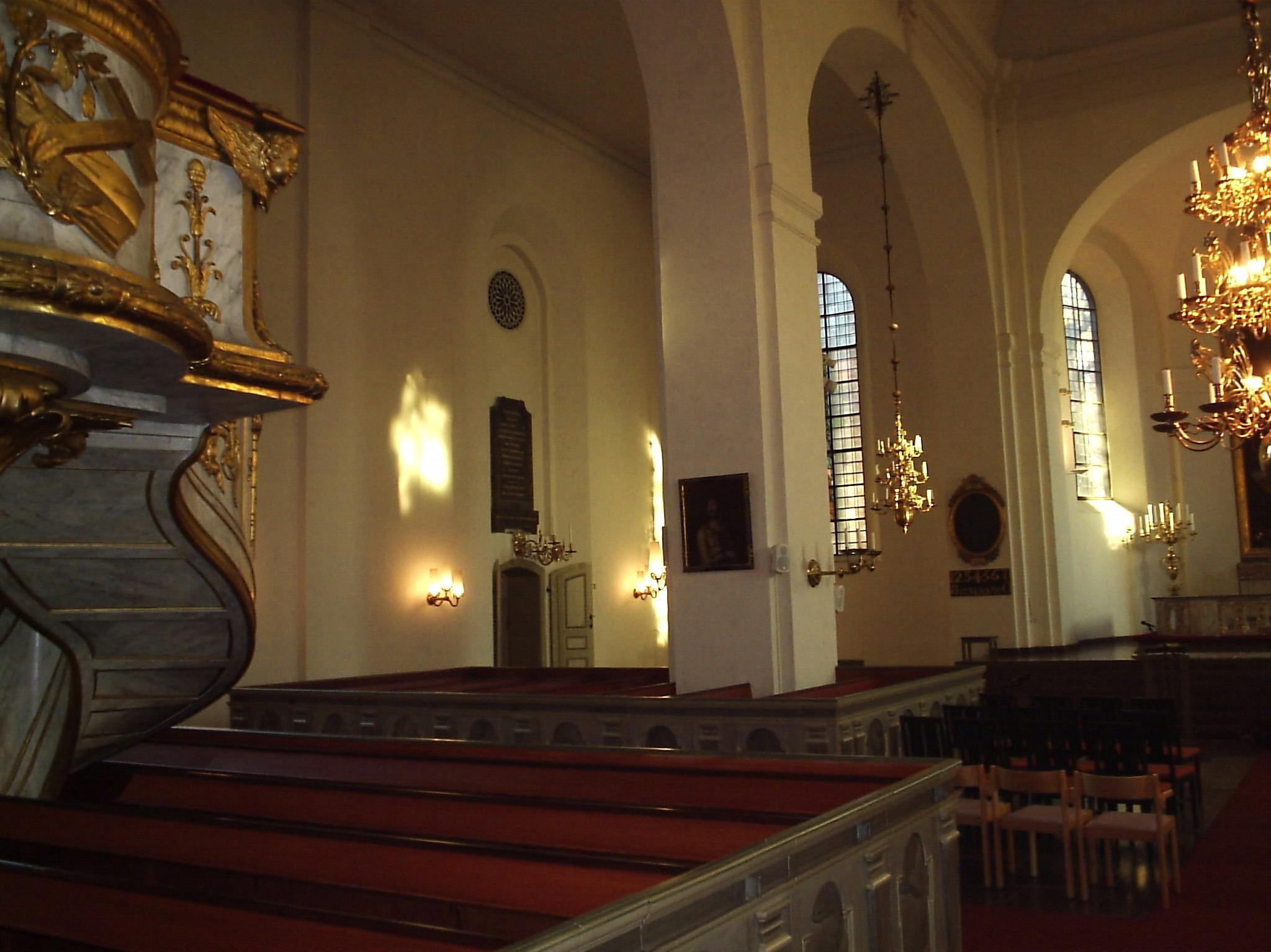
Syn mot sakristians dörr sedd från predikstolen.
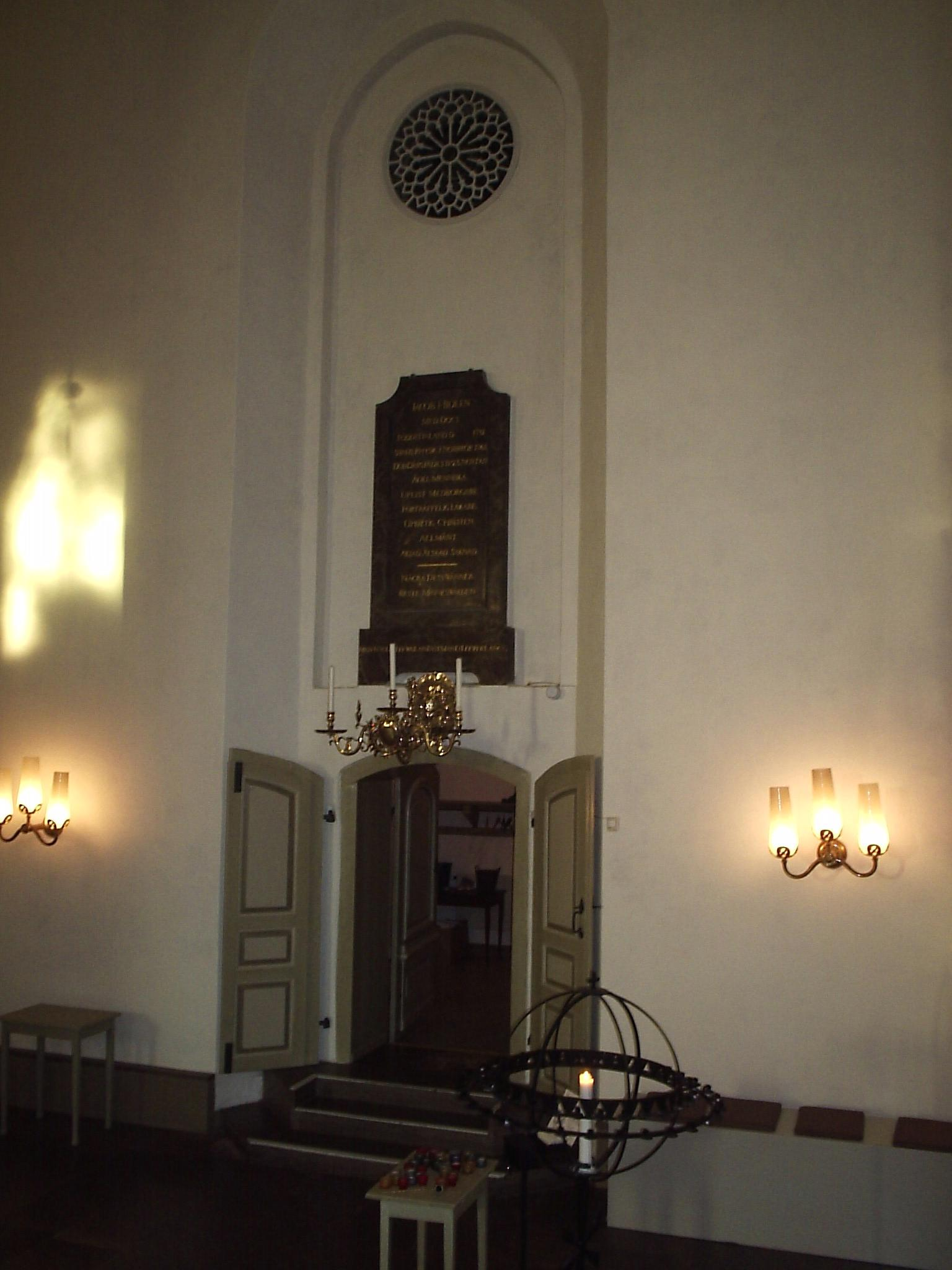
Syn mot sakristians dörr sedd från altaret.
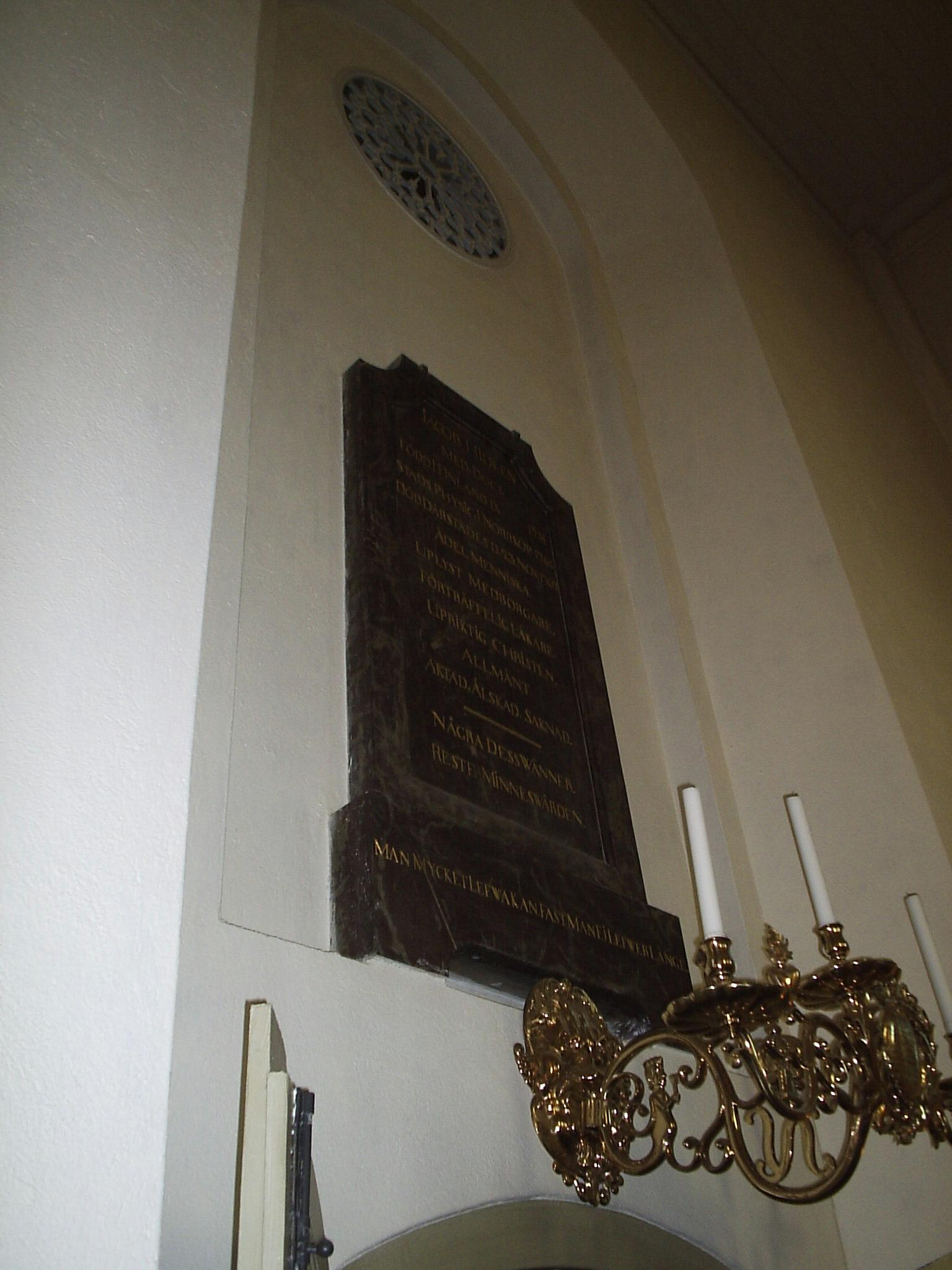
Minnesvården över Jacob Hideen. Bild 1.
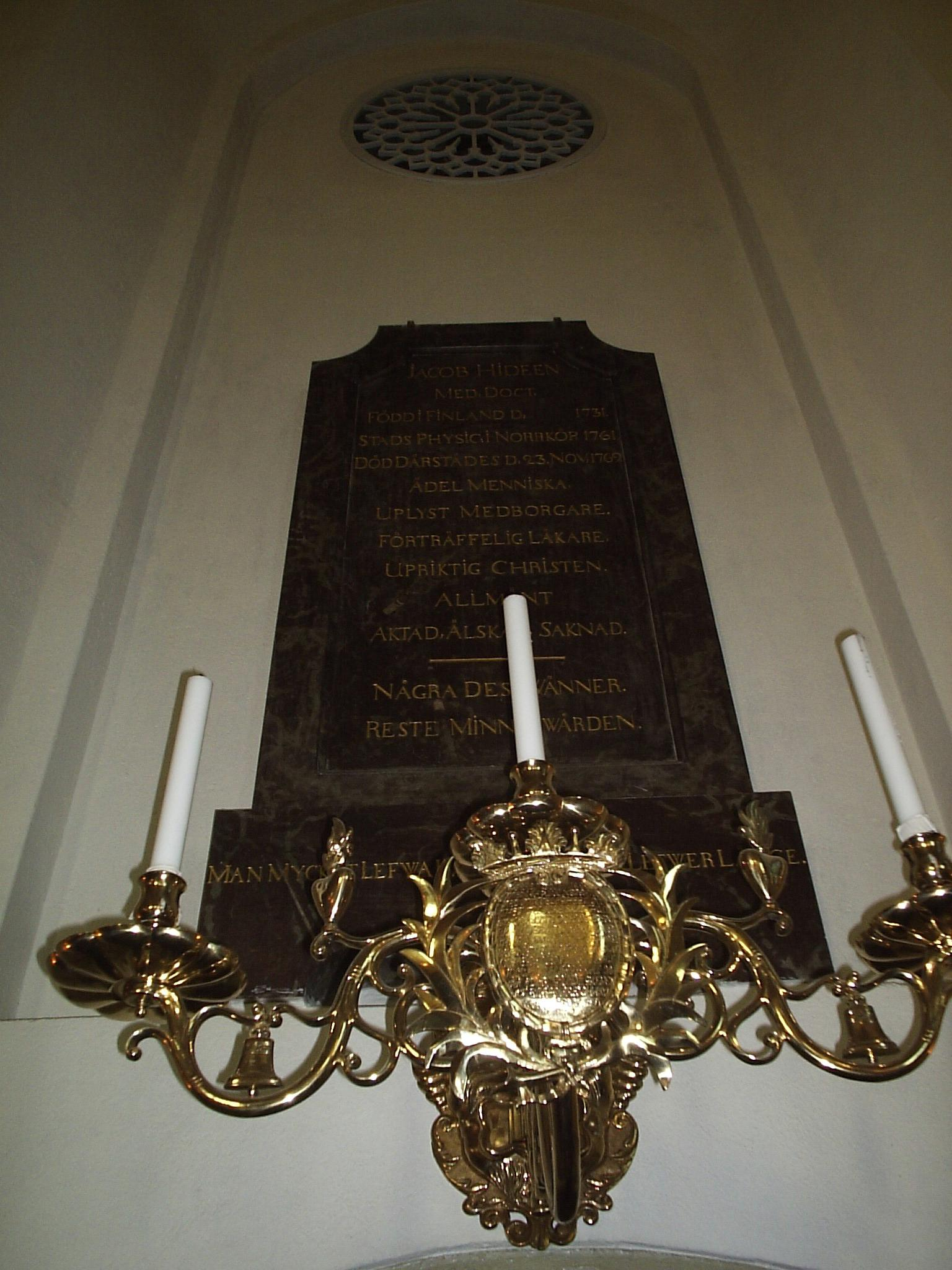
Minnesvården över Jacob Hideen. Bild 2.
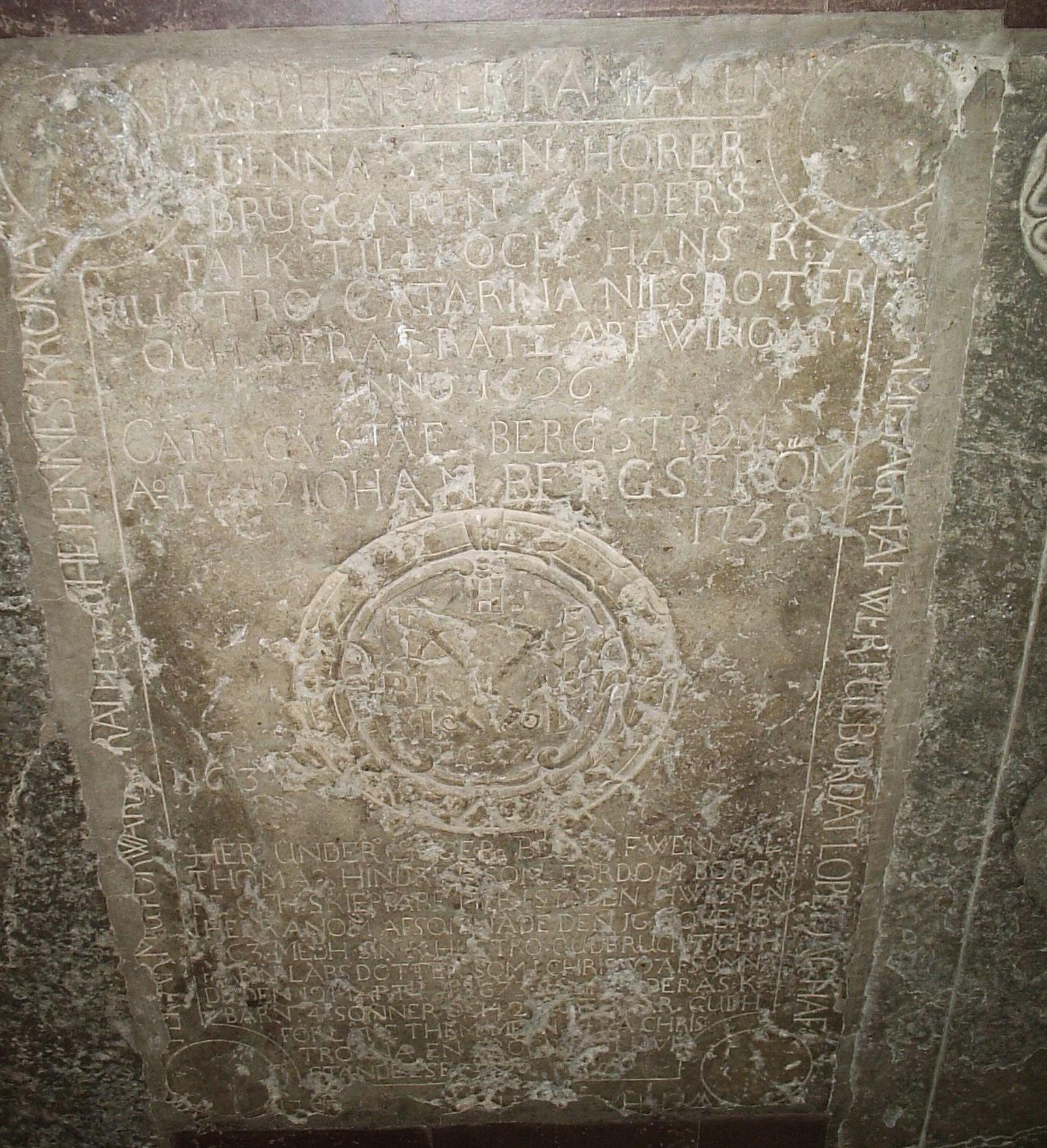
En äldre gravsten lagd invid den stora gången.
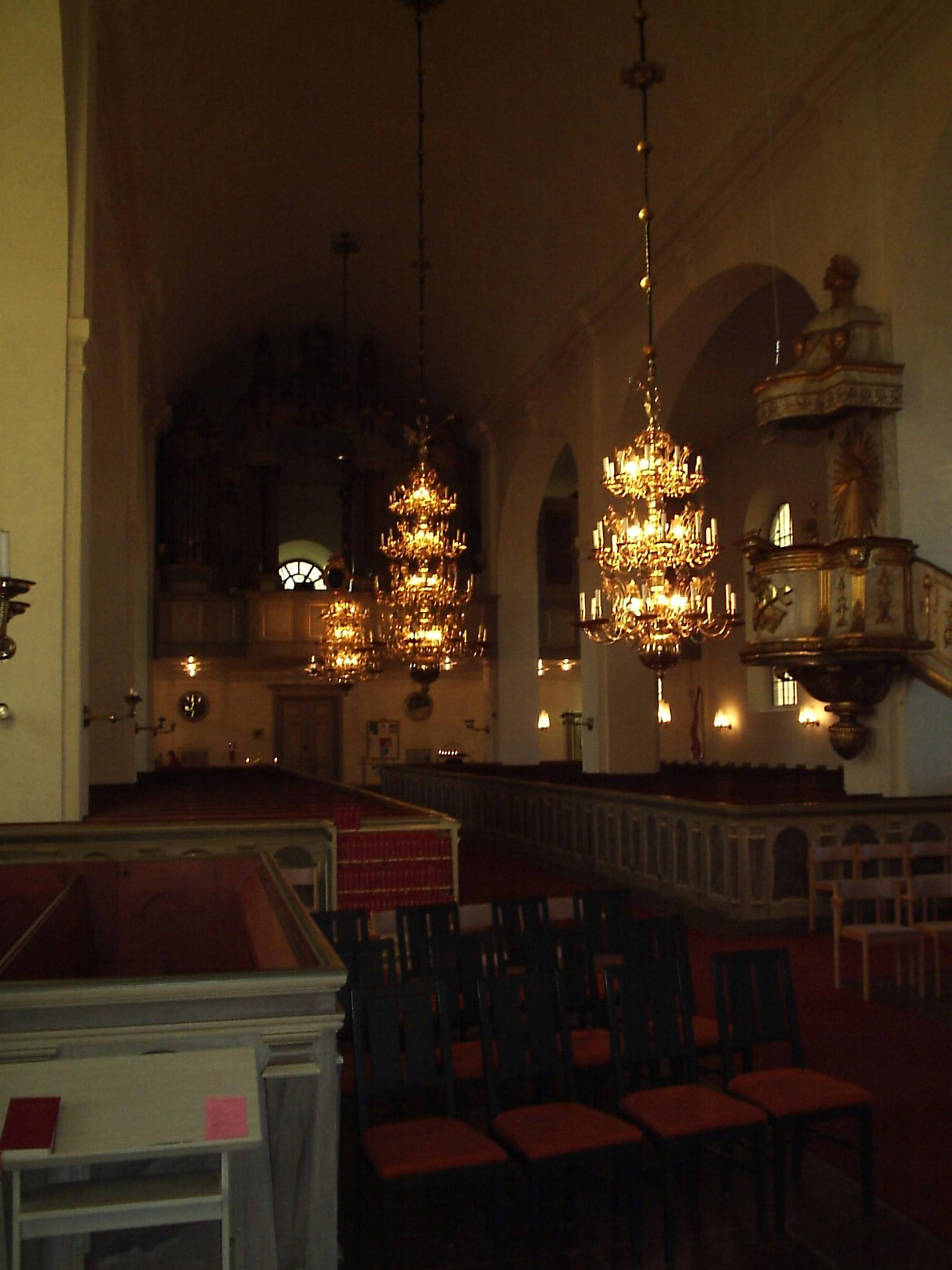
Den stora gången. Bild 1.
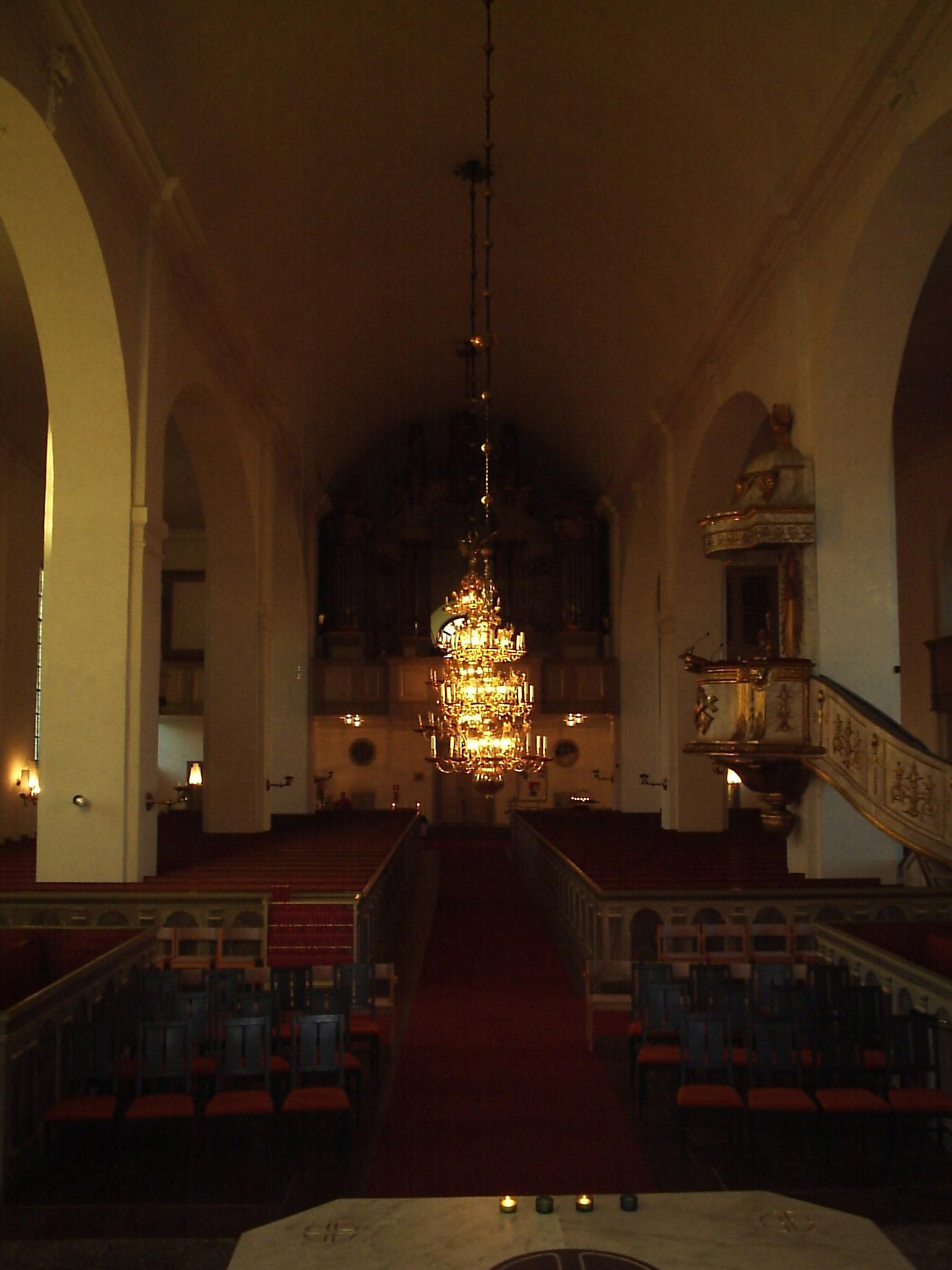
Den stora gången. Bild 2.
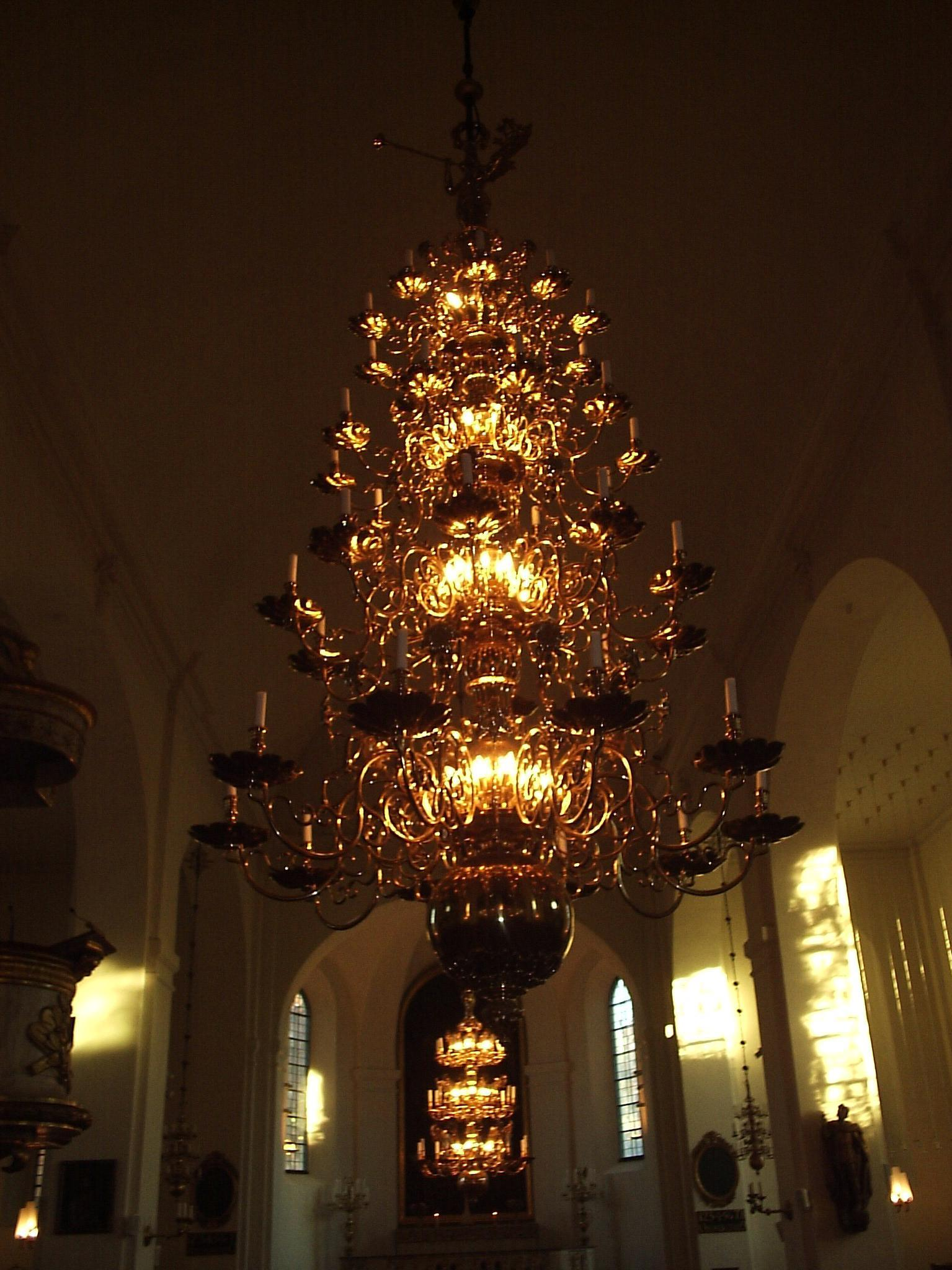
Ljuskrona i den stora gången.
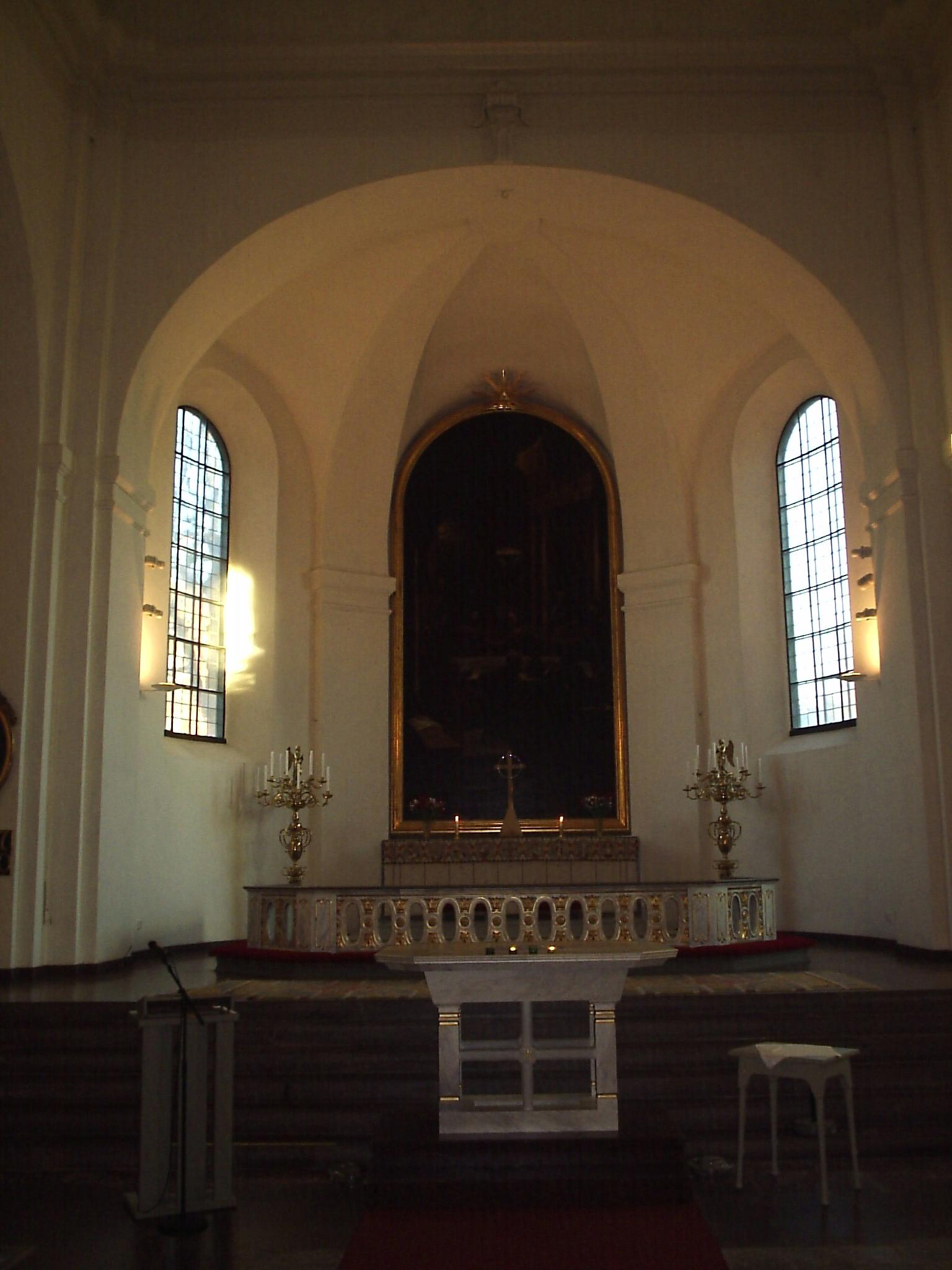
Altaret.
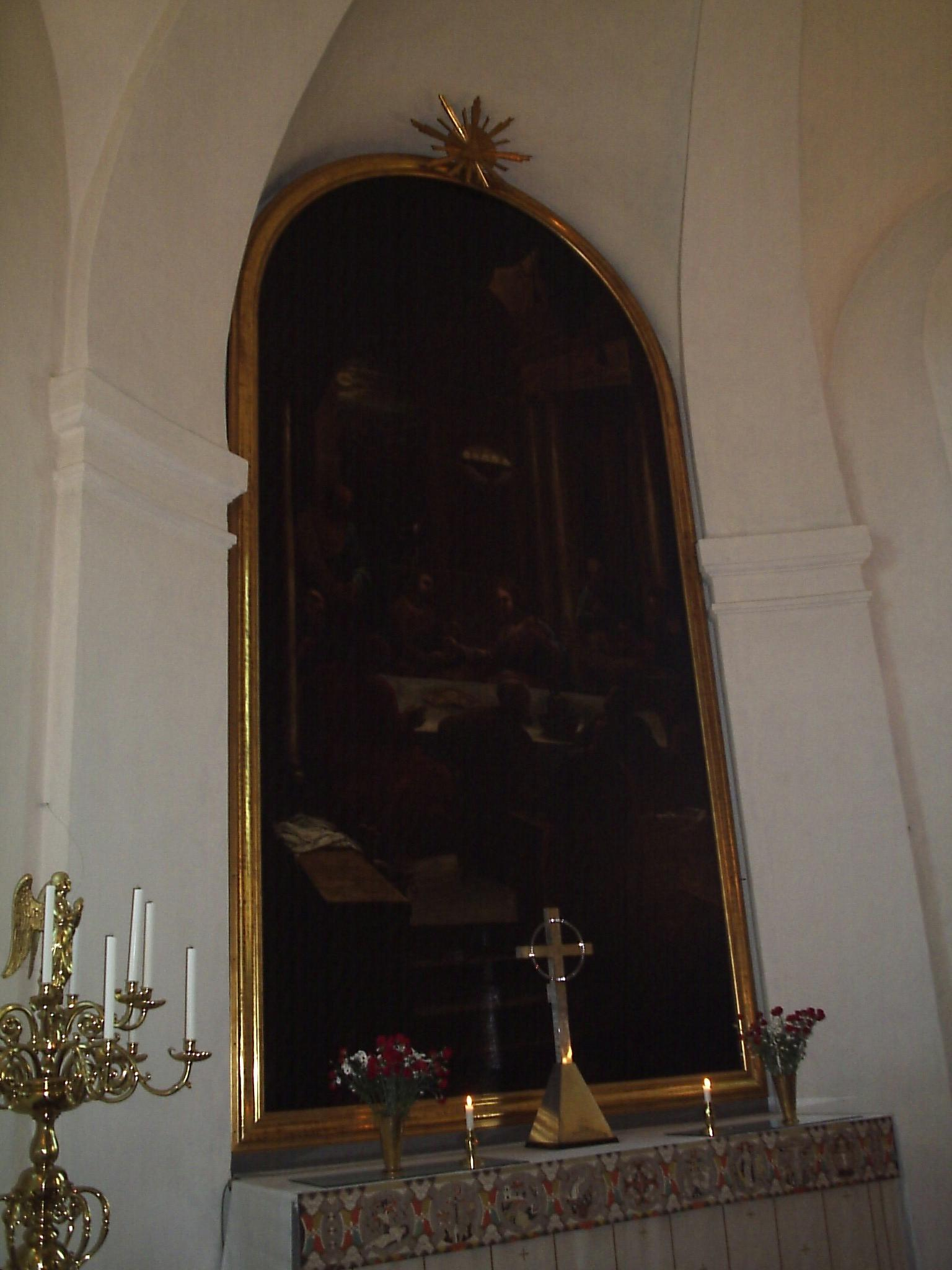
Altartavlan.
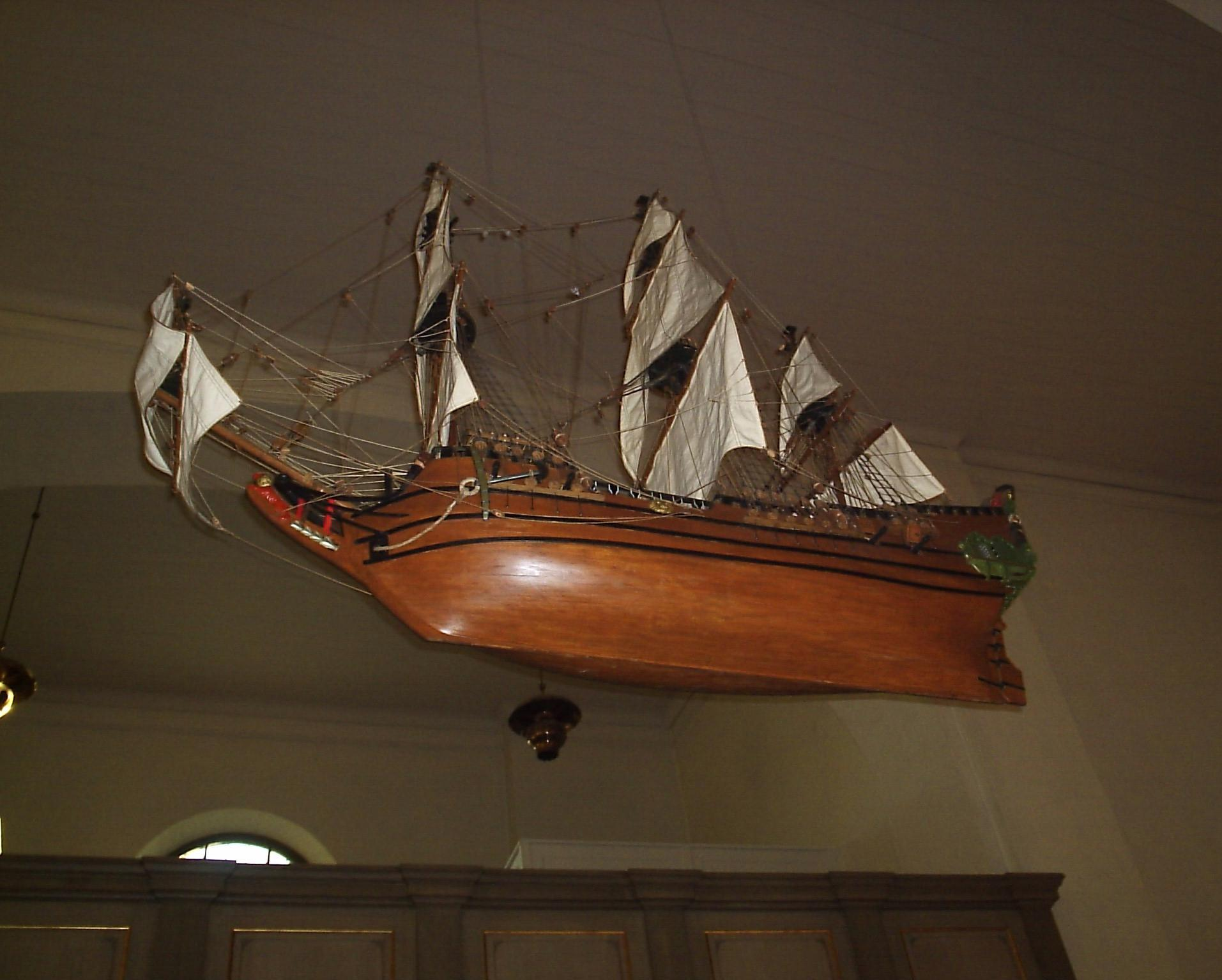
Votivskepp.
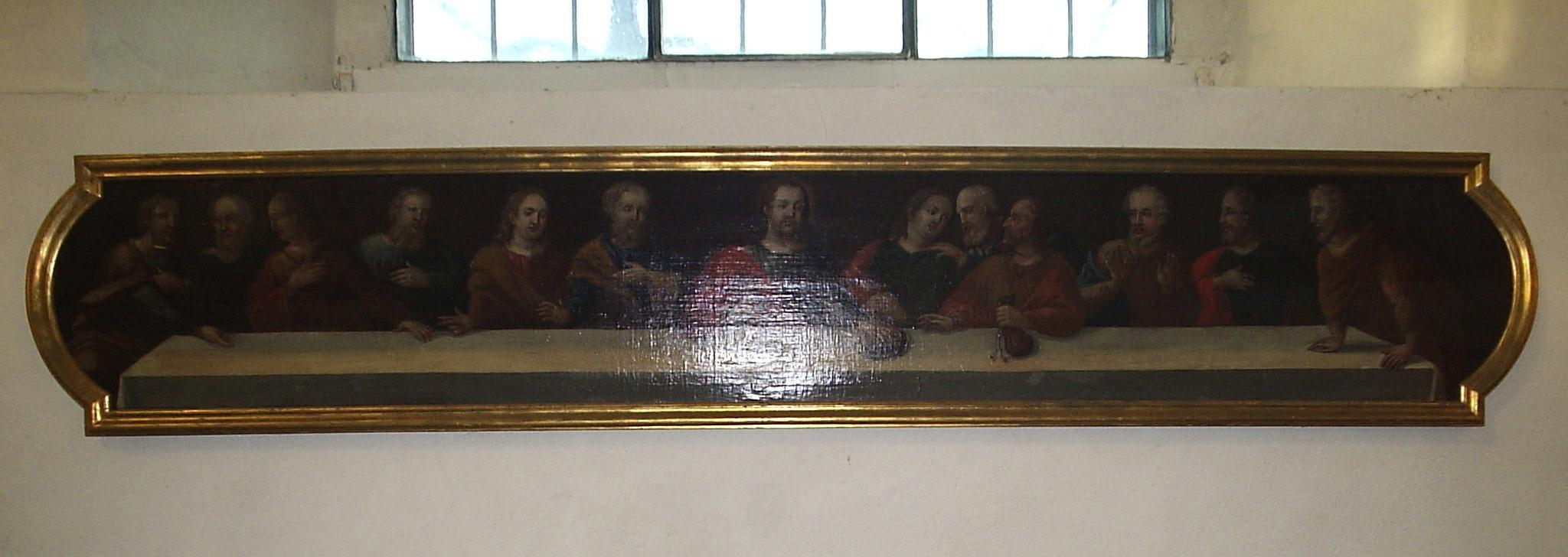
Oljemålning med motivet Sista nattvarden.
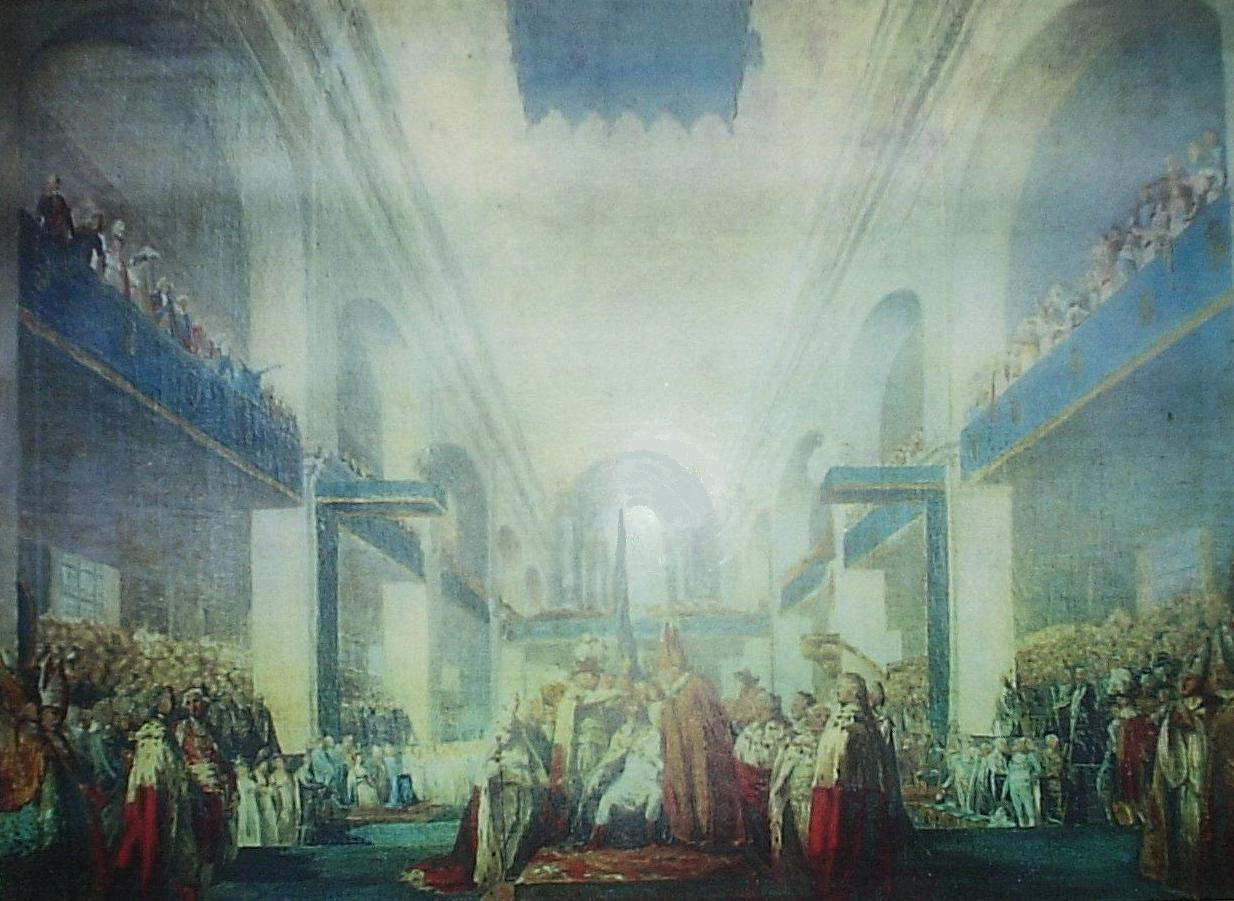
Gustav IV Adolfs kröning i S:t Olai kyrka.
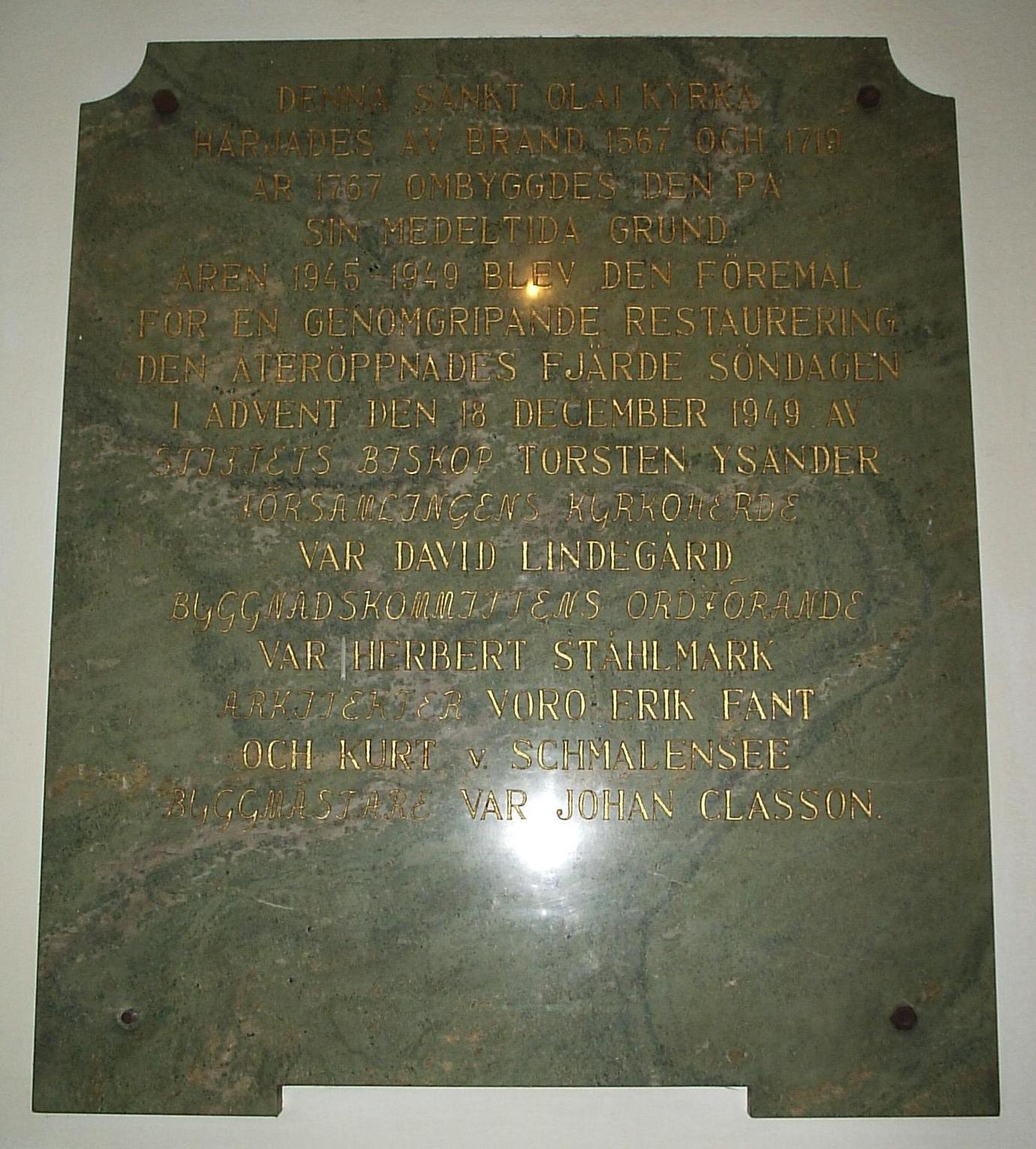
Efterkrigstida minnessten i vapenhuset över kyrkans byggnadshistoria.
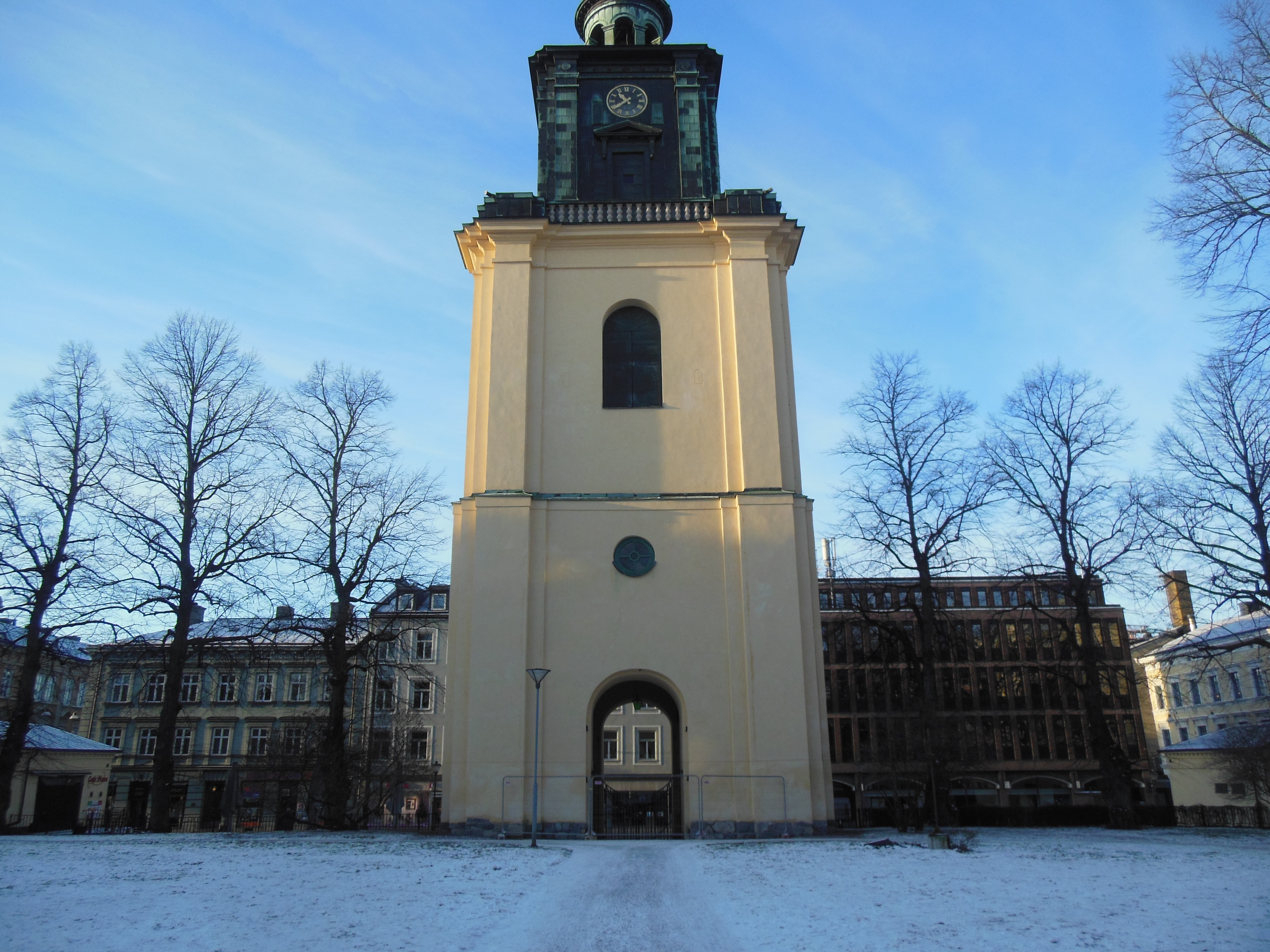
Klocktornet vid Sankt Olai kyrka, 2018

### Opublicerat material
- Jarri Ederth: Olof Schwans orgel i Norrköpings stadskyrka S:t Olai 1771–1870.